# ボーレンの聖母

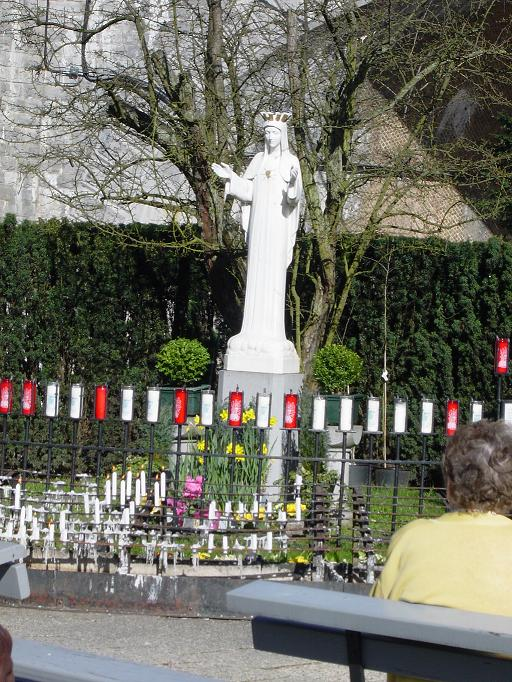
「ボーレンの聖母」

ボーレンの聖母 (ボーレンのせいぼ）は、黄金の心を持つ聖母（おうごんのこころをもつせいぼ）としも知られ、 33の聖母の出現のひとつに数えられる。1932年の11月から1933年の1月まで、5人のの9歳から5歳までの子供たちの前に出現した。この出現から数年間、このボーレンの小さな街に巡礼者たちが押しかけた。そのため、ボーレンがあるナミュール州はその対処を要求された。 

## 出現
聖母の出現を受けたのは15歳のフェルナンド、13歳のギルベルトと11歳のアルベート、ヘクターとマリエ―ルイーズ・ヴォワザンの子供たちである。 ヘクター・ボワザンは鉄道会社の職員である。その他に一緒にいたのは 14歳のアンドレと9歳のギルベートでガメインブ家の姉妹である。母親のジャメインは未亡人で農家を営んでいた。
1932年11月29日の夕暮れ、4人の子供たちは修道女がカトリック教会の規定に従って指導する学校に通っていたギルベートに会うため歩いてその学校に行き、ギルベートと一緒に帰ろうとしていた。彼らが学校に着いた時、ちょうど学校を過ぎた所の鉄道高架橋の近くに アルベートが長く白いローブを着ている婦人を指さした。他の子どもたちも同様にその婦人を目撃したと報告している。数週間過ぎた後、彼らはその婦人を32回以上目撃している。その婦人は大抵、修道院の学校の庭にいた。最後に出現したのは、1933年の1月3日であった。
子供たちの報告では、その女性はこの敷地に教会を建てることを強く望むといい、次の様に宣言した。「私は穢れ無き処女です。」彼女はこの敷地に巡礼者たちが訪れることもまた強く望み、子供たちそして全ての人々に「祈りなさい、祈りなさい、祈りなさい。」と頼んだ。そして最後の幻視として、「黄金の心」を見せた。
最後の幻視で、婦人は子供たちの一人、フェルナンデスに「私の息子を愛しているか？」と訊ねた。そしてフェルナンデスは「はい」と答えた。すると婦人は「あなたは私を愛しているか？」と訊ね、さらにまた「はい」とフェルナンデスは答えた。すると婦人はこう宣言した。「私のために犠牲をはらってください。」そして、それに子供たちが答えることができるまえに「さようなら」を告げた。

## カトリック教会による調査
1935年、カトリック教会ナミュール司教区はこの問題を調査するために監督委員会をたち上げた。調査作業は アンドリュー・マリエ・シャルエに引き継がれ、1943年2月2日、司教は「ボーレンの聖母マリア」への一般の崇敬を認可する文書を発表した。
聖母の出現の正式な認可は1949年に教皇庁の指示のもとに行われている。
出現の後、5人の子供は皆、成長し、結婚して家族と共に静かな生活を送っている。

## 参考資料
- Shrine of Our Lady of Beauraing